# Quatuor Philharmonia
Pour les articles homonymes, voir Philharmonia.
Le Quatuor Philharmonia était un quatuor à cordes britannique formé à la fin des années 1930 et dissous en 1952. 

## Membres
- premier violon : Henry Holst (en)
- second violon : Ernest Element (en)
- alto : Herbert Downes[1]
- violoncelle : Anthony Pini (en)

## Origines
Ces quatre musiciens de premier plan formèrent une des formations chambristes les plus renommées et les plus dynamiques de l'après-guerre. 
Henry Holst (1899-1991), né à Copenhague, fut un élève d'Axel Gade (en), et fut précédemment le premier violon de l'orchestre philharmonique de Berlin entre 1923 et 1931.
Anthony Pini (1902-1989), né à Buenos Aires, fut entre 1932 et 1939 le premier violoncelle et soliste de l'orchestre philharmonique de Londres. Il enregistra notamment le répertoire français (Gabriel Fauré, Lucien Genou, Vincent d'Indy) avec le pianiste Clifford Curzon, avec qui le Quatuor Philharmonia jouera notamment le quintette de Brahms en fa mineur.

## Discographie
- Mozart, Quintette avec clarinette, avec Reginald Kell (Columbia, 1945).